# Walerian Żeleński
Walerian Żeleński – podpułkownik Sztabu Generalnego Wojska Polskiego, kawaler Orderu Virtuti Militari.

## Życiorys
Pełnił służbę w Sztabie I Korpusu Polskiego w Rosji na stanowisku pełniącego obowiązki wyższego oficera do zleceń. W styczniu 1918 został wysłany przez dowódcę korpusu generała Józefa Dowbor-Muśnickiego z pełnomocnictwem do rządu ukraińskiego w Kijowie i do generała Dmitrija Szczerbaczowa, głównodowodzącego frontami rumuńskim i ukraińskim. Zginął w drodze z Birczy pod Bobrujskiem do Kijowa, w czasie wykonywania powierzonej mu misji.
Pośmiertnie został mianowany pułkownikiem, a 17 maja 1922 odznaczony Krzyżem Srebrnym Orderu Wojskowego Virtuti Militari nr 6848.